# Stanisław Hausner
Stanisław Jerzy Hausner właśc. Hazner (ur. 5 marca 1900 w Jaśliskach, zm. 18 maja 1935 w Detroit) – polsko-amerykański lotnik, emigrant w Stanach Zjednoczonych, pierwszy Polak, który parokrotnie próbował samotnie przelecieć nad Atlantykiem.

## Życiorys
Stanisław Hazner (zmienił nazwisko wraz z rodzicami na Hausner około 1930 roku, po emigracji do Stanów Zjednoczonych) w młodości był nauczycielem ludowym. Już w 1921 roku planował przelot nad Atlantykiem z Ameryki do Europy (pierwszy przelot, Alcocka i Browna, przez Atlantyk nastąpił w 1919 roku) i myśl ta stała się jego celem życiowym.
Po przyjeździe do Ameryki odbył podróż dookoła Ameryki Północnej, przez pewien czas mieszkał w Hondurasie. Po osiedleniu się w Stanach Zjednoczonych pracował jako pilot-mechanik lub pilot-akrobata w wytwórni Warner Bros. W 1927 roku przelot Alcocka i Browna (między wyspami Kanady i Wielką Brytanią) został przyćmiony przez przelot Charlesa Lindbergha, który wylądował na kontynencie, w Paryżu. Hausner postanowił pobić rekord Lindbergha, lądując w Warszawie. Po raz pierwszy wystartował z lotniska Newark do Europy 28 maja 1932 roku. Leciał amarantowym samolotem Bellanca J (który nazwał „Rosa Maria”) z 220-konnym silnikiem Wright Whirlwind, samolot ten osiągał prędkość 210 km/godz. i pułap 5200 m oraz mógł utrzymać się w powietrzu przez 50 godzin. Po 6 godzinach lotu pilot musiał zawrócić z powodu wadliwej pracy silnika lub złej pogody. Już 3 czerwca o godzinie 8.46 albo o 9.46 ponowił próbę: jego samolot opuścił lotnisko Floyd Bennett Field pod Nowym Jorkiem. Do lądowania przygotowano lotnisko docelowe – warszawskie Okęcie. Wraz z Bellanką wystartowały dwa inne samoloty, które towarzyszyły Hausnerowi przez około 300 km, po czym zawróciły, pozostawiając go samego nad oceanem. Samolot nie doleciał do celu, a nawet nie przeleciał nad lotniskiem Croydon Airport koło Londynu, co było planowane. Okazało się, że po 19 godzinach lotu pilot zauważył przeciekanie benzyny. Po kolejnych 10 godzinach był zmuszony do wodowania około 800 km na zachód od Portugalii. Został podjęty dopiero po 6 dniach dryfowania na wraku samolotu, 10 czerwca 1932 roku, przez brytyjski frachtowiec „Circeshell”. W uznaniu za ten wyczyn został uhonorowany w Waszyngtonie przez polskie władze Złotym Krzyżem Zasługi. Odznaczenie wręczył mu konsul Tadeusz Zażuliński.
Po wyjściu ze szpitala zaczął planować pobicie światowego rekordu lotu bez lądowania, aż do wyczerpania paliwa. Miał nadzieję dolecieć do Uralu.
Pierwszym Polakiem, który przeleciał Atlantyk, był Stanisław Skarżyński, który dokonał tego 8 maja 1933 roku.
W 1935 roku z okazji uroczystości związanych ze śmiercią Józefa Piłsudskiego Hausner został poproszony przez komitet organizujący mszę żałobną 18 maja w Detroit o wykonanie akrobacji nad kościołem. W momencie wykonywania pętli nad kościołem samolot stracił skrzydło i spadł na okoliczne budynki, powodując pożar. Pilot zginął.

## Życie rodzinne
Stanisław Hausner był synem Franciszka i Apolonii z domu Cichoń. Inna informacja została podana przez Konrada Turowskiego: według tego źródła Stanisław urodził się w Krakowie i był najstarszym z siedmiorga dzieci Feliksa, kolejarza, i Niny Haznerów, którzy wraz z najstarszymi dziećmi wyemigrowali do Stanów Zjednoczonych. Był żonaty.